# 5530 Eisinga
5530 Eisinga è un asteroide della fascia principale. Scoperto nel 1960, presenta un'orbita caratterizzata da un semiasse maggiore pari a 2,2944163 UA e da un'eccentricità di 0,1505174, inclinata di 7,75162° rispetto all'eclittica.